# ウィザードリィ外伝 (漫画)
『ウィザードリィ外伝』（ウィザードリィがいでん）は、石垣環による日本の漫画作品。1989年から1993年まで『ファミコン必勝本』(後に『HIPPON SUPER!』に誌名変更）（宝島社）にて連載された。
コンピュータRPG『ウィザードリィ』の設定をベースに、独自のキャラクター・ストーリーを展開した漫画作品で、同作者によるコミック版『ウィザードリィ』の前史にあたる。なお、アスキーによるコンピュータゲーム『ウィザードリィ外伝』シリーズとの関連はない。
『ファミコン必勝本』本誌連載と並行して別冊『FantasyLand』Vol.1（1990年11月30日増刊号）に描き下ろされた短編『召喚の書』は、本誌連載に先行して最終話の数年後を舞台にした内容であり、単行本には収録されていない。

## あらすじ
第一部 「ギルの迷宮」
「狂王の試練場」の時代から約1000年前、西方の大国「リルガミン」と東方の大国「ホウライ」が大陸の覇権を争っていた。ホウライの若き侍ショウとリルガミンの姫将軍ルーシィディティの宿命の戦いが始まろうとした瞬間、2人は奇妙な迷宮へと転移させられる。転移されてなお戦いを止めない2人の目前にリルガミンの守護神「ル・ケブレス」の幻影が出現し、邪法を用い世界の平衡を乱そうと企てる魔導師ギルを倒すために2人を召喚したことを語る。
死闘の末、ギルを護る「召喚の書」の防御障壁を破り、蒼鬼獣魔（グレーターデーモン）の召喚を阻止するために禁じ手「鳳龍虚空斬」を放つ。ギルの片腕を切り落とし、召喚の阻止には成功したが、制御しきれずに自身の愛刀「一文字」を失った上、ルーシィディティ達やギルまで巻き込んで150年未来のホウライに飛ばされてしまった。
第二部 「鳳凰の塔」
魔導師ギルとの戦いの末に150年先の未来に飛ばされて2年、ホウライの小国のひとつ・イズモにて4人は（約1名を除いて）それぞれ戦績に見合った要職に就き、平穏な日々を過ごしていた。そんな中、ショウは諜報任務でヒダカミの国へ赴いたサンザから、鳳凰が棲まい宝剣「クサナギ」が眠る「鳳凰の塔」の封印が解けて大騒ぎになっている、という情報を聞く。伝説の宝剣クサナギを手に入れるべく、ショウとサンザは新たな仲間と共に鳳凰の塔に挑む。しかし、その後を密かに追う一団の姿があった。
第三部「復讐鬼の城」
ショウとサンザのヒダカミ行きに呼応するかのように、イズモ市街地では神隠しや放火などの事件が頻発していた。イズモ国主コウリュウの異母兄コウエンが国盗りを目論み、これらの事件を仕掛けていた。そうとは知らないコウリュウは外敵の仕業と判断し軍の主力を国境警備に振り向けた。手薄になった市街地に、コウエンに呼応した謀反人と異形の者から成る軍勢が襲いかかる中、シェーラとルーシィディティが応戦するも、コウエンの背後で暗躍するギルに破れ、ルーシィディティが捕らわれてしまう。
その後、ショウの異母妹ケイヒはギルに裏切られて失望していたところ、怒りのはけ口を求めていたコウエンによって殺されてしまう。これに怒ったルーシィディティはコウエンに瀕死の重傷を負わせる。コウエンはなおも逃げ延びようと転移室にむかい、コウリュウを殺害する。そして、コウエンは待ち構えていたフィルに詰め寄られ、最後に残った部下にまで見捨てられた末に討ち取られた。
「召喚の書」
内乱から数年後。ルーシィディティを皇に立てたイズモのホウライ統一が目前に迫った折り、ヤマ国タカマ村の異変の報を受け、フィルとキャンは生き残りであるマナを伴ってタカマ村に向かう。同じ頃、将軍を務めるショウは大僧正からタカマ村の者にある依頼をしていた事実を聞き出していた。ショウは異変の裏にかつてギルが所持していた「召喚の書」の影が潜んでいることに気づく。

## 登場人物

### 「ギルの迷宮」より登場
ショウ（人間族・善・侍）
ホウライ国において、生命の根源「気」を操る強大無比の「鳳龍の剣技」を伝承し、それ故に殺戮機械として怖れられた名家・鳳龍家の嫡子。
幼少時は妾腹の上末子だったために立場が弱く、継母（正室）からは疎んじられた挙句に殺されかけるなどの災難に遭っていたが、異母兄達が悉く戦死したため、繰り上がりで跡継ぎになった。
戦闘スタイルはほぼ剣術一辺倒。卓越した剣捌きに加えて前述の鳳龍の剣技を自在に使いこなし、正に一騎当千の力を持つ。呪文は当人曰く「性格に合わない」ということで殆ど使わないが不得手では全く無く、侍の身でありながら第一部の時点で既に「窒息（ラカニト）」や「変異（ハマン）」などの高位呪文を、第二部では最高位の「爆炎（ティルトウェイト）」をも習得している。
父親曰く「鳳龍家創始以来最大の才覚を有している」とのこと。驚異的な回復能力を持っており、第三部ラストでこの能力の正体は「あらゆる事象の気を吸収して己の力に換える事」である事が判明した。
リルガミンとの国境戦の最中にル・ケブレスによって魔導師ギルの築いた迷宮に召喚され、ギルの野望を阻止するよう命じられる。
第二部ではホウライの小国のひとつ「イズモ」の剣術指南兼侍マスターの役職に就いていたが、ヒダカミに眠る宝刀クサナギを求めて鳳凰の塔に挑戦し、見事クサナギに認められその所有者になった。
第三部においてはイズモに勃発した反乱を収めるため、寺院から続く地下迷宮を通って城へ突入。異母妹ケイヒや異形の者との闘いの末、黒幕であったギルとの再戦に臨んでこれを制する。その際、自分を討つよう懇願したギルの意を汲み（下述のギルの項も参照）、「汝一人を逝かせはせん」と告げた後、「鳳龍地裂斬」を放つも救出されて生還。
後にルーシィディティと結婚し、イズモの将軍となる。実は「狂王の試練場」の主、狂王トレボーの遠い祖先。
作者曰くキャラクターのモデルは『聖戦士ダンバイン』のショウ・ザマとのこと。
ルーシィディティ（エルフ族・善・ロード）
リルガミンの第二皇女で、愛称は「ルー」。ショウよりも二つ歳上。皇女の身でありながら将軍職を務め「姫将軍」と呼ばれていたが、第二部以降では後述のホウライの国事情もあって、専ら愛称で呼ばれている。
リルガミン王家は皇子に恵まれなかったため男同様に育てられ、努力の甲斐あって若くして一流のロードとなったが、諦めかけた皇子が誕生した途端に皇女らしい振舞いを求められて反発。王家の中で浮いた存在になってしまった。鬱屈した心情を反映してか、言動や振る舞いに皇女らしからぬ乱暴な面があり、猪突猛進的な気の荒さも持っている。このようにショウやケイヒとは似たような家庭事情を持っており、ために二人を精神的に近い存在と感じている。
ショウと同じくル・ケブレスによってギルの迷宮に召喚された。ロードとしての実力は確かなもので、僧兵たちを扉越しにまとめて薙ぎ倒す高威力の剣圧を叩き出す（もっとも、一般のロードの域を超えるほどではない）。
第二部では後述のホウライの国事情からロードの身分を隠し、一介の女戦士に身をやつさなければならなかった。またショウは彼女を戦いから遠ざけたいと望んでいたために鳳凰の塔への探索ではイズモに置き去りにされ、ほとんど出番がなかった。
第三部においては序盤でギルの奇襲に遭い、城の地下牢に囚われの身になってしまう。これを卑怯と断じたケイヒの手引きで牢から出され、脱出のために地下をさ迷ううちに隠された宝物庫に迷い込み、未鑑定の「村正」を始め各種の武具を手に入れた。さらにガラス張りの鎧櫃に納められた謎の武具一式を得る。その後、サンザやショウの危機に居合わせた際には密かにショウの稽古を見取り独修した「鳳龍水月斬」を放ちそれぞれの逆転の契機を作ったが、ほぼ連続で放ったために3度目は暴発した上に力尽きて倒れ、技を教えてもらえなかった理由を身をもって知ることとなった。
呪文の腕も上がっており、最高位呪文の「死言（マリクト）」と「還魂（カドルト）」を習得している。ただし、使用回数は未だ1回止まりで、牢破りの際に追っ手の掃討に「死言」を使ってしまったため、後のシェーラの蘇生には「還魂」を使えず、成功率の低い「復活（ディ）」を使わざるを得なかった。
後にショウと結婚し、単行本未収録話時点ではホウライの皇位に就いた。「女皇（ひめみかど）」と呼ばれて家臣から敬われ、また恐れられている。
サンザ（人間族・中立・盗賊→忍者）
ショウより先にル・ケブレスによってギルの迷宮に召喚された忍者で、忍者としてもかなりの腕を持っているが、過去のトラウマから来る鳥アレルギーを持つ。
第二部において、鳳龍の剣術でありながら侍に合わず忍者に伝授され失伝した「鳳龍幻影陣」を習得している事が明らかになった（劇中ではただ「幻影陣」とのみ呼称）。
第二部では後述のシェーラと結婚し、イズモの国の忍者マスターに就いており、第二部開始以前では諜報活動でホウライの国々を巡っていた。
第一部開始以前に既に結婚していたが、幻影陣の伝承者に選ばれた彼を妬んだザン・デンに妻と息子を殺されている。そのためショウに実の息子アイクの面影を重ね、成長した息子の理想像として見ている節があり、肉親の情に限りなく近い強い友情を抱いている。
シェーラ（人間族とエルフ族のクォーター・悪→善・僧侶→司教）
ギルの高弟にして情婦、「牙の教徒（プリースト・オブ・ファング）」の一員だったが、ギルが「召喚の書」を入手した後の行動に疑念を抱き、組織から離反した。
当初から司教としてかなりの実力を持っており、第一部の時点で既に僧侶系最強の攻撃呪文である「死言（マリクト）」を習得している。
第二部ではサンザと結婚し（曰く、十歳以上離れた年の差夫婦）、イズモの国において司教のマスター職に就いている。サンザが諜報活動の為に国々を巡っている間に寺院の古文書を読み漁って「異形の者」の情報や失われていた呪文を研究していた。その成果である遺失呪文「凍嵐（ラダルト）」をザン・デン配下の忍者を一掃するのに行使したが、劇中の時点ではまだ調整が施されていない外法呪文のため「奪命（マバディ）」を受けた者同様の瀕死状態に陥った。治療に駆け寄ったリィナを庇って瀕死の忍者の攻撃を受け、一度斃れるもルーの「復活（ディ）」で復活。しかし「凍嵐（ラダルト）」の反作用のためか、復活の状況が特殊であったためかは不明だが、髪が変色し、若返った模様。
キャラクターのモデルはショウと同じく『聖戦士ダンバイン』に登場したマーベル・フローズン。
ギル（種族不明・悪・司教）
「牙の教徒（プリースト・オブ・ファング）」の教主の一人であったが、「召喚の書」を手にしたのを機に配下を率いて教団から離反。世界の変革に踏み切ろうとした。
第一部終盤にて鳳龍虚空斬によって発生した空間の裂け目に飲み込まれて以降、時空の狭間を彷徨っていたらしく、ライカーガスによって150年後のホウライに引き上げられた際に「鳳龍虚空斬」によって喪った右腕の代わりに「異形の者」からカシナートの剣に匹敵する威力を持つ義手を貰い受け、さらに異形の技「邪波動」を身につける。顔面もおよそ半分が欠損する傷を負っており、人前では仮面を付けている。そしてショウへの復讐のため、ログ・ティとコウエンを味方に引き込み、寺院からケイヒとザン・デンを蘇らせた。
第一部終盤で、ギル本人もショウ達「守護者（ガーディアンズ）」の資格を持つ者だった事が判明（第二部終盤でショウもそれを知ることになった）。第三部のショウとの決戦では自身が異形の者達の手駒にされていたのを知り、彼らを抑え込んだ上でショウに自分ごと討つよう促し、願いを汲んだショウの「鳳龍地裂斬」によって、安らいだ表情と共に消滅した。
ル・ケブレス
リルガミンの守護神と伝えられる龍。詳しくは鳳凰の項目、もしくはウィザードリィのシリーズ一覧#WIZ_LOLを参照。
「御老体」
第一部では、ギルの迷宮においてサンザ達を影ながら支援するために動いている存在であり、第一部終盤にて時空の狭間からショウ達を拾い上げた張本人。
第二部終盤にて、正体は「人」の意識の集合体であり、実体は無いに等しい存在であることが明らかになった。「無効化」などの人外な能力に加え、魔術師や僧侶の魔術も使えるだけでなく、「鳳龍千手斬」で斃れたリィナを失敗することなく蘇生したり、当時は知られていないリトフェイトと思われる呪文で中空に留まるなど、人の身では習得できない技を持っている。

### 「鳳凰の塔」より登場
ケイヒ（人間族・善→悪・侍）
ショウを付け狙う女侍で、同じく鳳龍剣術の使い手。
ショウの異母妹であるが、先の国境戦にて彼が行方不明になった後（＝第一部開始後）に生まれたため、彼自身も存在を知らず面識もなかった。
幼少時から鳳龍家の跡継ぎとなるべく鍛錬されていたものの、父親のショウへの妄執が原因で、父親を殺害。「肉親殺し」の罪で「死」を受け、寺院に永劫の眠りに就かされていたが、流れ着いたギルによって目覚めさせられた。
登場当初からショウに対して敵意をあらわにしていたが、それはショウの存在により自分の運命が狂わされたことによるものであり、実際には父親からの話でしか知らない「兄」に憧れていた。卑怯な手段を嫌う故にルーの脱出に手を貸すことになり、彼女との短い関りの中で妍が取れ、女性らしい一面を見せるようになる。
第三部の終盤でギルに裏切られて全てを失い、怒りの捌け口を求めるコウエンより、背後から「吸魂の槍」による奇襲を受け、崩れゆく城と共にその生涯を閉じた。
キャン（ホビット族・中立・盗賊→忍者）
ショウ達が150年後の世界に辿り着いて初めて出会った人物。筋は良いが、根が単純なところがあり、嘘が下手。
元々はスリだったが、ショウ達に拾われた後にサンザのもとで修行に励み、「盗賊の短刀」によって忍者に転職した。キャン自身、この事に恩を感じており、ログの語った世の変革を「ショウさまたちみたいな人でいっぱいにすればいいんじゃないか」と答えた。
「俺より資質はある」とサンザから評価されるだけあって高い素質を持っているようで、第二部前編序盤のイズモの街中にて偶然遭遇した「御老体」からの異質な気配を感じ取っていた。
テツ（人間族・中立・戦士）
リィナの幼馴染で、ショウとサンザとは鳳凰の塔の膝元であるヒダカミで出会った。ショウとは同年齢。
侍の家系に生まれたが、未だに戦士止まりであるというコンプレックスがあったため、事あるごとに侍に喧嘩を仕掛けていたが、ショウに敗北してからは今までの考えを改めるようになる。
「偉丈夫」と呼ばれるだけあって、恵まれた体躯と剛力の持ち主であり、戦闘に際しては第二部ではブージ（長柄武器の一種）、第三部では鳳凰から授かったグレートソードなど、両手持ちの大型武器を用いて、自らの剛力を存分に活かして闘う。
「物覚えが悪い」と自嘲しているが、ショウ曰く「力に頼り過ぎている」との事で、素質自体は良いものを持っているらしい。
リィナ（人間族・善・僧侶）
テツの二歳年下の幼馴染で、ショウたちとはヒダカミで出会う。
僧侶としての実力はそれなりに高く、「快癒（マディ）」「塔炎（リトカン）」を習得しているが、第三部時点でも最高位呪文である「還魂（カドルト）」は習得していない。
だが、第二部終盤近くケイヒの隊に接触した際、初顔合わせにも関わらずケイヒがショウを付け狙っている事に気づくなどのかなり鋭い勘も持っている。
第二部終盤で鳳凰から授かった「癒しの杖」を用い、通常呪文では不可能な小隊全員の同時治療を一手に引き受けていた。
気取らない人柄のショウに惹かれていたものの、第三部でルーの救出を彼の口から頼まれたことで、ショウとルーの関係を悟り、想いを告げること無く身を引いた。
シン（人間族・悪・侍）
ケイヒの率いる小隊に属する侍。ケイヒから鳳龍の技である「鳳龍千手斬」を伝授されている。
坊主頭に隈が浮き出た目、という特徴的な容姿を持つ。 その印象を裏付けるかのように、凄まじく執念深い上にサディストでもあり、殺人を愉しむ性癖を持つ。
かつては人殺しを稼業としていたらしいが、とある依頼先で忍者に討たれ、100年余り寺院に収容された過去を持つ。その為忍者に対して未だに激しい憎悪を持っている。
ケイヒほどではないが、侍としての実力も高く、「猛炎（ラハリト）」「塵化（マカニト）」を習得しており、また、「鳳龍の剣技」の本質も「使い過ぎは身体によくねぇんじゃないかと思ってな」とかすかながら見抜いている。
鳳凰の塔上層部でショウと別れたサンザの隊を「鳳龍千手斬」で窮地に陥れ、リィナを斃すも、サンザの「幻影陣」とテツの起死回生の奇襲により討たれた。なお彼の死体は、直後にコウが放った大凍（マダルト）によって凍結し、粉々に砕け散っている。
コウ（ホビット族・悪・魔術師）
ケイヒ・シンと同じ小隊に所属する老魔術師。第二部終盤までは大した動きを見せなかったが、実は相当の実力者であり、振動音のみで呪文の種類を判定できるほどの洞察力を持つ。シンが斃されると熟練された魔術でテツとサンザを追い詰め始めるが、「御老体」の妨害を受ける。形勢不利と見て「転移（マロール）」で逃走を図るも、既にイズモの内乱は始まっており、運悪く内乱の最中に放たれていた「窒息（ラカニト）」の効果範囲に転移し絶命。最期に「幻影陣を使う忍者…」と言い残し「消失（ロスト）」した。
鳳凰（ほうおう）
ホウライの守護神と伝えられる神鳥。その実体は「世界その物」であり、リルガミンの守護神ル・ケブレスと同一の存在（なお、もう一つの姿であるル・ケブレスはウィザードリィのシリーズ一覧#WIZ_LOLを参照）。
最上階に辿り着いた者としてケイヒに新たな鎧を与え、イズモに「転移（マロール）」したショウを追うと決めたサンザ、テツ、リイナにも新たな装備を与えた。
クサナギ
「鳳凰の塔」に伝えられていた宝刀で、その正体は使い手の力を増幅する「純然たる力その物」である。最上階に辿り着いた2人「ショウとケイヒ」からショウを選び、新たな主とした。
刀としての実体は既に失っていた為、「鳳龍の鎧」に姿を変え、以後ショウに纏われ、彼と行動を共にする事となった。
リアンナ（人間・?・忍者）
第二部下巻シンとの戦闘での終盤サンザの走馬灯の中と第三部劇中のサンザとザン・デンの回想の中にのみ登場。サンザの最初の妻だったが、ザン・デンに人質に取られた際、彼の油断から生まれた間隙を縫って腐敗毒を塗った苦無で彼の目を潰し、逆上した彼に殺害される。
アイク
リアンナの項と同じくサンザの回想に一瞬登場。サンザの息子。ザン・デンにより、母・リアンナと共に殺害される。「生きていればショウと同じ年頃になっていた」であろうことをシェーラがルーに語っている。

### 「復讐鬼の城」より登場
フィル（エルフ族・善・侍）
イズモ城主コウリュウ側近の純血エルフで、侍。
性格は生真面目であり忠義心も強い。また、戦闘も得意である。終盤、城からの脱出を図るコウエンを転移室の前で待ち受け、主と父の敵を討つ。
単行本収録話では呪文使用の描写はなかったが、単行本未収録話「召喚の書」ではライカーガス (Lycurgus)の随伴として登場した溶腐体（スライム／Slime）溶解人（ワーアメーバ／Were Amoeba）を掃討するために「猛炎（ラハリト）」を行使した。
コウリュウ（人間・善・侍）
イズモの前城主でコウエンの異母弟。
城主としての人望は厚く、侍としての実力も高い。
兄の廃嫡に最後まで反対し、後述の差別問題の是正を検討。またルーシィディティの正体を見抜いていた。
コウエン（人間・悪・侍）
コウリュウの異母兄で、イズモの内乱の首謀者。
粗暴で身勝手な性格のため、弟と違って人望がない。それ故に廃嫡されたことを妾腹のためと曲解し、ギルに唆されて国盗りの戦を仕掛けた。
ザン・デン（人間・悪・忍者）
コウエン配下の忍者部隊を取り仕切る隻眼の忍者で、サンザに因縁のある人物。「（自分にとって）面白ければそれでいい」が信条で、そのためなら残虐行為も厭わないが、無粋なことは好まない。
サンザと共に修行を積んでいたが、自分が「幻影陣」を継承できなかったことで師を殺害、サンザを誘き出す為に家に押し入ったものの、彼の妻・リアンナが元女忍者だったことを忘れていたために思わぬ反撃を食らい、弾みで彼女とその息子・アイクを殺害。また、リアンナのクナイに仕込まれた腐敗毒によって失明している。
その後しばらくして、魔術師の家に暗殺のために押し入ったものの返り討ちに遭い、寺院に収容された経緯がある。
刃を仕込んだ手甲を両腕に装着し、これを武器に戦うという特徴的な戦闘スタイルを持つ。
サンザと再会した際に彼が幻影陣を使っていた事を指摘し、リアンナとアイク、そして師を殺害した経緯を告白する。これに怒ったサンザと死闘を繰り広げ、彼を敗死寸前に追い詰めるも、ルーシィディティの支援に力を得た彼の奇策によって形勢を逆転され、首を斬り飛ばされ死亡した。
ログ・ティ（エルフ族・悪・僧侶）
フィルの親友で、純血エルフの僧侶。
だが実はギル側のスパイであり、ギルをコウエンに引き合わせた張本人。ショウ達の隊に付いて密かに闇討ちの機を狙っていた。フィルと親友というだけあって生真面目だが、差別は為政者によって解決はし得ないとの想いから、同じく迫害されていたギルに忠誠を誓う。
エンカイ（人間・善・侍）
イヅモ国の侍大将。国境に派遣されていたが、ショウが大僧正に頼んで各地に散った旗本の下に出した早馬の書状を受けて寺院へ2度目の襲撃を行ったコウエンの傭兵達を一掃、寺院の残存兵達と共に攻城戦に駆けつけた。
マルジュウ（ホビット族・?・忍者）
エンカイの部下。
エミリア（?・?・?）
第三部にて連れ去られたルーの奪還部隊に登場。耳が尖っていることからエルフ族、軽装鎧から僧侶か司教、属性は善と思われるが、劇中での描写はほとんどない。
サンザとザンの師匠
第三部のサンザの回想のみ登場している。サンザとザンの忍術の師匠だったが、サンザに「幻影陣」を伝授したためそれを妬んだザンに殺害された。

### 単行本未収録話「召喚の書」にて登場
マナ（エルフ族・善・司祭）
ヤマの国のタカマ村の一族で、エルフの司祭。サクヤの妹。
サクヤ
ヤマの国のタカマ村の一族の族長。マナの姉。
タカマ村の一族は召喚術に長けており、イズモの内乱以後、寺院の大僧正の依頼で召喚の術法の研究をしていた最中、偶然にも里にて「召喚の書」を入手し、その解析に取り組んだ。

## 異形の者
主人公達が対峙するモンスターのうち悪魔、天使などの眷属を指す。人の持つ「活力」を餌としており、ギルやショウからは「寄生虫」と云われる。
また、この時点ではマイルフィック (Maelific) の召喚までには至ってはいなかった。
ここでは、劇中での黒幕であるが漢字表記を与えられなかったライカーガスも含め、第三部にて登場し漢字表記を与えられた者、また第三部にて初めて漢字表記を与えられた者達を挙げる。
それぞれの容姿はアスキーより発売されたファミリーコンピュータ版ウィザードリィII及びIIIにおけるグラフィック（原画・末弥純）に準じている。
小鬼魔（ガーゴイル / Gargoyle）
ギルの迷宮にて遭遇した。赤紫色の肌を持った悪魔で知能は低く、人語は話せない。
天使（エンジェル / Angel）・熾天使（セラフ / Seraph）
第一部中盤にギルによって召喚された「絶対の父」と呼ぶ神の眷属達で、知能は高く人語を話せる。最初は召喚主であるギルに刃を向けたものの、ギルが「召喚の書」に守られていると分かってからはギルに協力し、ショウ達の隊を窮地に追い込むが、ルーの所有している「古の魔除け」によって隊のメンバーは回復、それを見て動揺したために隙が生じ、返り討ちに遭って消滅する。
赤羊魔（レッサーデーモン / Lesser Demon）
赤い毛並みと山羊の頭を持ち、更に4本の屈強な腕を持つ悪魔で、知能は低く人語は話せない。後述の蒼鬼獣魔（グレーターデーモン）と比べれば大した力は持たないが、仲間を召喚したり、魔術を無効化する能力を持つ。
蒼鬼獣魔（グレーターデーモン / Greater Demon）
青い岩肌のような硬い表皮と巨躯を持った悪魔で、人語は話せず、魔術は大凍（マダルト）止まりのため、ライカーガス (Lycurgus) ・マイルフィック (Maelific) と比べれば知能こそは高くはないが、肉弾戦においては赤羊魔（レッサーデーモン）とは比較にならない戦闘能力と魔術を無効化する能力を持つ。
第一部では、ギルの召喚によって実体化しかけたところを虚空斬によって阻まれたが、第三部中盤では召喚は既に済んでおり、玻璃張りの大櫃に封印されている状態で登場し、終盤にてショウやサンザ達の隊の城内への侵入によって混乱が生じたのを機にその封印を解く。対応を知らないコウエン側の兵士・傭兵達はなす術もなく斃され、さながら地獄絵図のような様相となった。
奈落王（ヘル・マスター / Hell Master）
サンザ達の隊を待ち構えていた悪魔で、翼を持たない代わりに「蛇の鞭」を武器とし、ヘルハウンド (Hellhound) を従えている。また知能は高いため、人語を話すことができる。
「蛇の鞭」をテツにぶつけるが、強化された鎧に阻まれてその鞭ごと引き寄せられ、返り討ちに遭って片腕を失う羽目になる。すぐさま仲間を召喚するも、結局は仲間ともども討たれる。
陶魔（デルフ / Delf）
陶器で作られた置物のような姿をした悪魔で、知能は高く人語を話せる。石化能力を持っており、自分の能力によって石化した者達を兵士（デルフズミニオン / Delf's Minions）に変えて従えており、その中には家老の職に就いていたフィルの父もいた。
ライカーガス (Lycurgus)
時空の狭間に彷徨っていたギルを救い上げた張本人。マイルフィック (Maelific) がまだ召喚に至っていない時点では、悪魔の中ではかなり知能が高い部類らしく、人語を解する。また、魔術の行使と肉弾戦闘に長けており、ギルと共にイズモの内乱を暗躍していた。プライドが非常に高く、ショウに「寄生虫」呼ばわりされた事に激怒し、「下郎」と罵ったが「鳳龍虚空斬」で異次元に飛ばされる。また単行本未収録話では、「現実世界に入るための新たなる鍵」として用いやすくするために、ギルに代わってサクヤを洗脳していた。
その他にも漢字表記を与えられなかったが、フィーンド (Fiend) やダークスティード (Dark Steed) に騎乗したダークライダー (Dark Rider) も登場している。

## 合成生物・鬼魅など
この世界の古い時代に作られた、また存在していた生物らしく、大半は不審者撃退用に施設に配備されたのが大半である。
ここでは漢字表記を与えられ、単隊で現れたもの（異形のものと随伴で現れたものは除外）のみをあげる。
霧獣（スモッグビースト / Smog Beast）
ルーの救出部隊が突入した地下坑道に配置されていた。本来は迷宮への侵入者排除のために放たれている合成生物で、フィルの話によれば戦闘などの刺激があった場合無差別に攻撃を行うため刺激を与えなければ攻撃してこないはずだが、ギルによって感化されているため救出部隊が攻撃されたときコウエン側の傭兵には何一つ被害は受けなかった。「小炎（ハリト）」並の威力の呪文を連発する。
邪眼（イビルアイ / Evil Eye）
地下迷宮突入の際にショウの隊に遭遇した鬼魅で、ギルが探知機代わりに配備した。

## 用語

### 地域・施設
ギルの迷宮【ギルのめいきゅう】
第一部での舞台。ギルが世界の変革の野望の準備として「禁呪」を用いたために、外界から空間ごと遮断された迷宮。
出入り口が無いため、寺院などの施設に行ける訳が無く、そのため「御老体」の支援だけが頼り。
ホウライ
第二部から単行本未収録話までの舞台。東方の大国であり、20数ヶ国の小国群で構成されている連合国家である。この世界における侍・忍者の発祥の地、そしてショウの出身国である。
第二部開始以前の時点から第三部終了までの時点までは皇不在の群雄割拠の時代であり、多くの小国が入り乱れて小競り合いを繰り広げていた。
ロード職に就くことができるのは自国の皇族のみに限定されており、他国のロードは排斥される傾向である。それが故に、ルーは身分を隠さざるを得ない状況になっていた。また劇中での時点では、前述のように皇不在の時代であり、ロード職の者は身分を隠しているルー以外、ホウライにはいない。
男尊女卑の傾向が激しく、女性の侍の進出は非常に疎まれる傾向にある。またロードも前述の理由に加え、侍と同様に女性の進出を拒絶しており、単行本未収録話での戦争の原因はそれである。ただし他の国々ではこういった差別は見られない。
今となっては国交断絶状態になっているホウライ国とリルガミン国だが、ホウライ皇族とリルガミン王家は元々は根が一つであると、フィルとサンザの口より明らかにされた。
イズモ
ホウライに存在する小国家のひとつで第二部からショウたちが暮らしている。第三部の舞台となる。元はエルフ族の住む土地だったが、人間族に譲渡された歴史を持つ。その際、人間族に従った者たちは家臣として重用されたが、最後まで抵抗した者たちは子子孫孫に渡って迫害されている。
鳳凰の塔【ほうおうのとう】
第二部にて登場。塔はホウライの小国の一つ「ヒダカミ」の国に存在しており、ホウライの守護神「鳳凰」が棲んでいるとされている。塔には大きく分けて2つの部分があり、転移空間の罠が点在する地下迷宮部と、罠らしい罠は無いが、一階一階が広大な広い部屋で構成された塔階層部で構成されている。
地下迷宮部の罠だけでなく、各部屋にルームガーターが配置されており、侵入者の行く手を阻んでいる。特に塔階層部の場合はルームガーターを全滅させるか、もしくは逃走しない限り、次の階層に行くための階段が出現しない仕掛けになっている。

### 呪文
この作品での設定において呪文を使える職業に選択した場合、その時点で全ての呪文が意識下で教授されており。経験を積みその呪文を行使できる実力を得たときに意識の底からその呪文が浮かび上がり初めて使いこなせるようになる。
呪文体系のうち、本編で使用された（もしくは解説された）もののみ紹介する。
魔法使いの呪文
レベル1
仮睡（カティノ）
中範囲の敵を眠らせる呪文。
小炎（ハリト）
小火弾を単体にぶつける。
レベル3
大炎（マハリト）
中範囲に炎の渦を巻き起こす。
レベル4
猛炎（ラハリト）
中範囲に高熱の火炎を生じさせる。漫画シリーズでは火球として描かれることが多い。
レベル5
大凍（マダルト）
レベル5の呪文で中範囲に吹雪を巻き起こして敵を凍りつかせる。
塵化（マカニト）
広範囲の空気を変質させ範囲内の敵を塵化させる呪文。ただし効果のある相手は限られる。
レベル6
凍嵐（ラダルト）
広範囲に絶対零度に近い冷気をたたきつける。だが呪文体系から外れており、未調整の為、シェーラが解読して行使した凍嵐は本来以上の威力を持ち、冷気呪文版「爆炎（ティルトウェイト）」と思えるぐらいの効果を持っていたが、唱えた本人にも「奪命（マバディ）」を受けた状態とほぼ同じ状態になり、双方に深刻なダメージを与える危険な呪文となった。
窒息（ラカニト）
広範囲の空気中の酸素を消滅させ範囲内の敵を窒息死させる呪文。
第一部中盤でのシェーラの台詞によると、この時期においてはこの位（クラス）の呪文を行使できる者たち（魔術師であっても）はほとんどいないらしい。
変異（ハマン）
敵の呪文を封じたり、呪文の無効化を行うなどの強力な効果から1つを選ぶことができるが、代償として詠唱者のレベルが下がる。
レベル7
爆炎（ティルトウェイト）
最高位レベル7の呪文で広範囲を原子核融合のエネルギーで焼き払う名実ともに最高位の攻撃魔法。
ショウが行使した呪文を判別したコウの台詞によれば劇中の時期においても前述の窒息（ラカニト）以上に行使できるものは（魔術師を含めても）かなりの少数らしい。
転移（マロール）
自身を含めたパーティ全体を指定した位相へ転移する呪文。但し転移座標の指定を誤れば地上からはるか上空や迷宮の壁の中へ放り込まれてしまう為、行使には細心の注意が必要となる。
大変異（マハマン）
変異で選択できる効果以上の奇跡を起こすことができる呪文。変異と同じく代償として詠唱者のレベルが下がる。
僧侶の呪文
レベル1
封傷（ディオス）
回復系初級呪文。わずかな傷を癒す。
レベル2
彫像（マニフォ）
中範囲の対象を行動不能にする。
静寂（モンティノ）
中範囲の対象の呪文を封じる。また仲魔を呼ぶ行為も封じることができる。
レベル3
空壁（バマツ）
空気の壁をパーティ全員の身にまとわせ、防御力を上げる。ゲーム的には戦闘中アーマークラスが大幅に下がる。
恒光（ロミルワ）
建物に入っている間周囲を照らし続ける呪文。外に出るまで有効。
治痺（ディアルコ）
対象の麻痺を解除する呪文
レベル4
治癒（ディアル）
回復系中位呪文。封傷よりは効果が高い。
解毒（ラツモフィス）
対象の毒を解除する呪文。
レベル5
塔炎（リトカン）
複数の対象の足元から炎を噴出させる数少ない僧侶系攻撃呪文。
大減（バディアルマ）
対象の生命力を大幅に減少させる「大治（ディアルマ）」の逆呪文。
復活（ディ）
対象の蘇生を行う呪文だが、灰化した対象には使用できず、成功率も極端に低い。
呪殺（バディ）
対象の生命活動を停止させる「復活」の逆呪文。ただし成功率は低く、抵抗されると効果はなくなる。
レベル6
快癒（マディ）
対象の生命力を全快させる呪文。漫画シリーズにおいては切断された四肢を継ぎ合わせることもできる。
奪命（マバディ）
対象の生命力を著しく衰えさせ、瀕死状態にする「快癒」の逆呪文。抵抗されると効果はなくなる。
空刃（ロルト）
真空の刃を作り出し中範囲の敵を切り刻む数少ない僧侶系攻撃呪文。
レベル7
還魂（カドルト）
「復活」の上位蘇生呪文で灰化していても使用可能だが、灰化した者に使用して失敗すれば魂もろとも「消失」に至る。蘇生率そのものは復活よりは遥かに高いが、確実というわけではない。
死言（マリクト）
僧侶系最高位の攻撃呪文。広範囲に禁忌の言霊を発し対象にダメージを与える。

### 武具、道具
召喚の書【しょうかんのしょ】
ギルが手に入れた書物で、文字通り古（いにしえ）の者達の召喚を行える書ではあるが、その正体は異形の者を統括する存在であり、書を手にした者を意のままに操り、また現実世界とつなげる扉の役を担っている。
古の魔除け（いにしえのまよけ）
ルーシィディティの母の家系に伝えられた魔除けで、第一部開始前にルーシィディティが母親から国境戦に赴く際に受け取っている。第一部では天使達によって瀕死の重傷を負った時、魔除けの力によって体力が回復した。
第三部においてはギルの「仮睡（カティノ）」によって眠らされ、コウエンの元に連れて行かれた後、装備を剥がされそうになるが、魔除けの力によって兵士のほとんどが阻まれた（コウエンいわく「甲冑を剥がそうとしただけで五〜六人の男が消失した」）。このため、装備を剥がすには女官の手を借りなければならなかった。
水薬【すいやく】
いわゆる回復薬で、「封傷（ディオス）」と同等の効果。回復薬は数回の使用が可能。
聖水【せいすい】
「治癒（ディアル）」と同等の効果を持っている回復薬。第二部ではショウがテツに何かの為にと渡しており、同時に起死回生の鍵となった。
盗賊の短刀【とうぞくのたんとう】
武器として使用することもできるが、真の能力は盗賊を忍者に転職させる効果を持つ事である。
真の能力を開放すると短刀は砕け散るが、通常の転職とは異なりレベルやステータスは元のままで忍者になる。
また属性が中立の盗賊は通常の転職によって忍者になることができない為、喉から手が出るほど欲しい逸品となっている。
コッズの武具【コッズのぶぐ】
鳳凰の塔内での鳳凰とクサナギの会話の中で登場しており、劇中の時点ではまだ目覚めていないらしい。
一文字【いちもんじ】
第一部でショウが使用していた愛刀。ギルとの戦いで禁じ手である「鳳龍虚空斬」を使用した際に砕け散った。
兼光【かねみつ】
ギルとの戦いで愛刀一文字を失ったショウが第二部冒頭で使用している刀。一文字から二段階は落ちるが、カシナートの剣よりは多少マシとのこと。第三部で鳳龍核撃斬を用いた際に、刀身が高熱で溶解した。
景光【かげみつ】
ルーがショウ不在の間、彼の為にイヅモの武器屋を脅して手に入れたもの。第三部でショウが村正を入手するまで使用したが、途中、対ライカーガス戦で鳳龍虚空斬を放った影響で制御は出来たものの刀身に鬆（す）が入ってしまい、技の威力の減退を招いた。
村正【むらまさ】
最高位級の刀。第三部中盤にてコウエンの居城の宝物庫で眠っていた状態でルーに発見され、第三部終盤にてショウの手に渡り、それ以降ショウの刀となる。
癒しの杖【いやしのつえ】
リィナが第二部後半で鳳凰から授けられた、異形の者に対抗する為の装備。使用することでパーティ全員の体力を回復させることができる。
鳳龍の鎧【ほうりゅうのよろい】
第三部からショウが装備する鎧。クサナギが変化したものであり、作者の石垣曰くロード専用の防具「聖なる鎧」に匹敵する「侍専用の最強の鎧」であるとの事。吸精を完全無効化するなど聖なる鎧とほとんど同じ性能である。
吸魂の槍【きゅうこんのやり】
第三部においてギルやケイヒからの侮辱（ほぼ自業自得）に耐えかねて怒り狂ったコウエンが本来はギルに対して使用するつもりで持ち出した「呪われた武器」。ひとたび突き刺されば、相手の生命力を残らず奪い取り、消失させるまで抜く事が出来ない凶悪な武器で、これでケイヒが命を落としてしまった。

### 役職・法律
城主【じょうしゅ】
ホウライを構成する小国を治める領主のことを指し、作中の時代では城主の役職に就いているのはほとんどが侍である。
城主に就くためにはその国の「寺院」、全ホウライの「寺院」を総括する「大本山」、そしてホウライを治める「皇」の三者の認証が不可欠であり、一者でも反対があった場合は城主の継承が不可能である。
律【りつ】
劇中での法律。強力な力場で守られている城・塔・洞窟などの特殊な場所以外では、呪文はそれらの場所と比して10倍以上の効果を発揮するため、戦争時または緊急時以外での市街地・屋外での攻撃呪文行使は禁忌（タブー）とされている。
それを破った場合は「死」を与えられた上に、寺院への無期収容の刑に処せられる。

## 鳳龍の剣技（ほうりゅう の わざ）
この作品独自の技能で、主にショウとケイヒの家系であるホウリュウ家に伝えられていた剣技である（ただし幻影陣のみは忍者に伝承され、喪われている）。いずれも気の制御によって繰り出される技が多く、大きく分けて「波・撃・弾・斬・陣」の5つに分けられ、基本的には左から右への順に威力が増すと言われている。ただし誰でも使えるというわけではなく、気力消耗の激しい技が大半を占め、その限界を超えた瞬間に力尽きて倒れれば良い方で、下手をすれば《死》を通り越して《灰化》、最悪の場合《消失》する。

### 「波」位剣技
一部を除いて威力より気の制御に重点を置いた技。木刀や素手で使うものも多い。
鳳龍曲流波
第二部冒頭の（こっそりとキャンと入れ替わった）サンザとの模擬戦にて、サンザに放った技。気の誘導弾を敵にぶつける。
鳳龍爆裂波
鳳龍の剣技の中では初級クラスの剣技。
ロードの剣技に近い技らしく、凝縮した気を敵に叩き込む技。但し鳳龍の剣技の中では初級であっても、それでも消費する気の量が多く、並の人間の場合1回が限度で、二回目を行使すれば間違いなく命に関わる程の極めて危険度の高い技である。
鳳龍透過波
掌から障害物を透過できる気を放ち、攻撃対象物のみを攻撃する技。
鳳龍糸縛波
気の糸を相手を絡め取り、相手の動きの自由を奪う技。魔法などと違い、気というエネルギーによるものからか、異形のものである陶魔でも一度囚われると抜け出ることは不可能。

### 「撃」位剣技
※ 作中未登場

### 「弾」位剣技
鳳龍砕雨弾
広範囲にある無数の気の塊を周囲の敵にぶつける、一対多数の剣技の一つ。
鳳龍爆裂弾
鳳龍爆裂波の発展型で、爆裂波よりもさらに気を凝縮した上で一点に打ち込む技。

### 「斬」位剣技
威力が大きく、より多くの敵より巨大な敵を倒すための技。威力に比例して気の制御が難しく、ショウ曰く「村正」級の刀剣でなければうまく制御ができない。
鳳龍円月斬
鋭い円を描いた気の刃で相手に切りつける技。手加減無しなら手足を切り落とせるぐらいの威力があると言われる。
鳳龍旋風斬 / 鳳龍烈風斬 / 鳳龍渦旋斬
剣圧で周囲に真空を作り上げ、気で操り相手を切り裂く技。かなりの高度な技で、それぞれの名前の由来は練り上げた真空の渦の流れの違いから来ているらしい。
鳳龍旋風斬は他の二つに比べると、効果発揮が素早く、使用する氣の量も少ない。
鳳龍烈風斬は敵を巻き込むようにして竜巻を作り出して、切り刻む技。劇中で使用したショウの烈風斬の威力は、ケイヒ曰く「通常の3倍強」との事。
鳳龍渦旋斬は刀身から竜巻を発生させて敵に当てる技。
鳳龍四方斬
自分を中心に周囲の敵を気の刃で切り刻む、一対多数の剣技の一つ。
鳳龍疾風斬
居合抜きの剣技。鳳龍旋風斬よりも更に効果発揮が素早く、使用する氣の量も少ない。
ザン・デン相手にルーシィディティが放った技がこれ。
鳳龍双波斬
一振りの攻撃で2本の気の刃を放つ技。
鳳龍千手斬
広範囲にある無数の気の刃で切りつける一対多数の剣技の一つ。攻撃力の高い「斬」位にあって威力こそ低いものの、その傷によって出血する血の量は半端ではなく、攻撃範囲も広い上に消費する気の量は少ない為、並の人間でもそれなりに扱える技。
鳳龍百撃斬
無数の気の刃で相手を切り刻む技。ショウがギルとの戦いの為に温存しようと思っていたところから、気を大量に消費する、かなり威力の高い技であることがうかがえる。
鳳龍水月斬
渾身を込めた気の刃を以って一刀両断を行う技。劇中でもかなり間を置く様子から見て相当の集中力が必要らしく、「禁じ手」を除けばかなり高度な技。
ルーシィディティが「復讐鬼の城」最終回付近で天守閣を切り裂いた技がこれ。
ルーシィディティは独学で鳳龍の剣技を身に着けたが、ザン相手に疾風斬相当の技を、石畳相手に撃相当の技を、そしてこの水月斬もどきと休息をほとんど取らずに三回放ったため、三度目で暴発した上に生命力を失いかけて倒れかけてしまい、鳳龍剣技の危険性を身をもって思い知った。しかし、ショウとギルの決戦の最中に割って入る形になったため、ショウの逆転勝利に図らずも貢献した。

#### 禁じ手
鳳龍虚空斬
「禁じ手」の一つで、対象と共に、周囲の空間をも切り裂く。空間を切り裂く部位が大きければ対象を異空間へ弾き飛ばす事もでき、切り裂く空間が1箇所のみならば実質防御不可能の斬撃となる。
第一部で使用した際は、制御に失敗して空間を斬り過ぎたため、愛刀の「一文字」は砕け散り、ショウ達は150年もの未来へ飛ばされる事となった。
第三部で「景光」を用いて使用した際には辛うじて制御に成功したものの、刀身に鬆（す：芯にできる穴や隙間）が入ってしまい、だんだんと刀へ気が通らなくなる事態を招く結果となった。
鳳龍地裂斬
「禁じ手」の一つで、文字通り気を大地にぶつけ、一帯を大地ごと切り裂く技。
「宙歩（リトフェイト）」を使わなければ、確実に自身も技の威力に巻き込まれ、多くは致命的事態に陥る羽目となる。
「復讐鬼の城」最終話でショウが、異形の者を自分ごと討つよう懇願するギルの決意に応える形で放った。
攻撃呪文との複合剣技　　
「禁じ手」の一つで、特定の技ではなく、呪文を複合させた剣技全般を禁じ手としている。
呪文複合剣技は本来単数あるいは少数対一の技である侍の剣技にあって例外的に、桁外れの大量殺戮を可能とする技であるが故に、悪鬼羅刹の技として忌み嫌われている。大抵は大炎（マハリト）、大凍（マダルト）等と組み合わせるという話をシェーラが聞いており、複合させる呪文の強弱に関わりなく禁じ手とされているようである。
その中でも、本作において最強の攻撃呪文「爆炎」と併せて行使された鳳龍核撃斬は、一度目の寺院襲撃に駆り出されていた約5000人のコウエン側の兵士及び傭兵を、一撃の元に倒す威力を見せつけた。
また、技を繰り出す際に刀身（兼光）が技で発生した高熱で溶け、制御が利かず後方の寺院にまで威力が及ぶこととなった。

### 「陣」位剣技
二つの技が編み出されたが、どちらも使い手にかかる負担がとてつもなく大きく、この「陣」位そのものが禁じ手となっている。
鳳龍波動陣
攻防一体の気の力場を張る技で一切の攻撃が通用しなくなり、気弾によっての攻撃も可能。
鳳龍の剣術といえど例外ではなく、波動陣に対して放ったケイヒの剣術は禁じ手を除き全て通用しなかった。
鳳龍の剣術の最高位である「陣」は位そのものが「禁じ手」であり、気の消耗は桁外れに大きく、使用者は9割方「消失（ロスト）」する。
ショウは幼少時にこの技を兄から伝授されたが、使用した兄は例に漏れず消失した。
鳳龍幻影陣
侍が生み出したものの、堂々と正面から戦う侍の戦闘方針の戦術的に、また技術的にも合わないため、忍者に伝えられたという曰くつきの鳳龍剣技。
自身の幻影を多数生み出し、幻影が防御、攻撃は実体という撹乱を目的とした技で、要するに鳳龍剣術版「分身の術」。波動陣とは違った意味で「攻防一体」を成す最強の剣技である。
ただし、行使した者の身体に凄まじい負担をかけるため、長時間の使用は不可能。その上、使用後は行使の代償として、吸精（エナジードレイン）を受けたり「変異（ハマン）」系呪文を行使したりした際と同様に、レベルや身体能力が減少する。
作中では能力は落ちているのに体には以前の動きが染みついている為、結果として思うようには動けない悪循環が起こると言う「より深刻な影響」が描写されている。この描写やザン・デンの台詞、生み出せる幻影の数の違いなどから、剣技行使後の能力減少は相当高レベルに及ぶものと思われる。実際にサンザは、たった二回の行使と引き換えに、「復讐鬼の城」最終回で忍者としての第一線の活動を退く羽目に陥っている。

## 単行本
1. ウィザードリィ外伝 第一部・ギルの迷宮（1990年3月25日、ISBN 4880638587）
2. ウィザードリィ外伝 第二部・鳳凰の塔[前編]（1990年9月1日、ISBN 4796600108）
3. ウィザードリィ外伝 第二部・鳳凰の塔[後編]（1991年3月1日、ISBN 4796600949）
4. ウィザードリィ外伝 第三部・復讐鬼の城[前編]（1991年11月20日、ISBN 4796602186）
5. ウィザードリィ外伝 第三部・復讐鬼の城[中編]（1992年6月15日、ISBN 4796603522）
6. ウィザードリィ外伝 第三部・復讐鬼の城[完結編]（1993年3月20日、ISBN 4796605940）